# Umbilicus urbis Romae
Umbilicus Urbis Romae (klasično latinsko [ʊmbɪˈliːkʊs ˈʊrbɪs ˈroːmae̯]) – 'Popek mesta Rima' - je bil simbolno središče mesta, od koder in do katerega so se merile vse razdalje v antičnem  Rimu. Bil se je v Rimskem forumu, kjer je še mogoče videti njegove ostanke. Ti ostanki so ob slavoloku Septimija Severa in Volkanalu, za Rostro.

## Opis
Če je Coarellijeva identifikacija pravilna, ostanki spomenika ustrezajo okrogli opečni konstrukciji premera 4,45 metra pri vznožju, ki se dviga v treh nadstropjih, da doseže premer 3 metre na vrhu. Opečna konstrukcija je bila v rimskih časih prekrita z marmorjem. Majhen vhod, ki bi ga bilo mogoče uporabiti le redko, glede na njegovo ozkost, omogoča dostop do notranjosti stavbe. 
Gradnja je datirana v severansko obdobje, ob obnovi območja, ki je nastalo zaradi postavitve slavoloka Septimija Severa in restavriranja v začetku 4. stoletja, vendar po letu 303. To je ta obnova starejšega spomenika, ki je ponovno uporabljal elemente, kot sta travertinska podlaga in krožni vogal, verjetno presežen s kamnom, ki posnema obliko grškega omfalosa, ki ga Umbilicus krsti iz poznih antičnih virov iz 4. stoletja.

## Zgodovina
Rimska legenda pripoveduje, da je Romul, ko je ustanovil mesto, v Forumu izkopal krožno jamo. Prvi plodovi leta so bili vrženi v to jamo kot žrtvovanje in vsi novi državljani Rima so morali vreči peščico umazanije svojega izvora.
Mundus (latinsko za 'svet'), znan le iz literarnih virov, je podzemno zgradbo smatral kot vrata v podzemlje. Morda je bil Umbilicus Urbis Romae zunanji (nadzemni) del podzemeljskega Mundusa. Mundus je bil vsako leto obredno odprt le trikrat. Ti dnevi so veljali za die nefasti - dneve, ko so uradni posli prepovedani zaradi verskih razlogov - ker naj bi tedaj zli duhovi podzemlja pobegnili.
Prvi zidani Umbilicus je bil verjetno zgrajen v 2. stoletju pred našim štetjem. Obstoječe ruševine pa so iz časa cesarja Septimija Severa. Gradnja njegovega slavoloka leta 203 je posegla v starodavni Umbilicus, ki je bil obnovljen, da bi dobili več prostora. Delček starejšega spomenika so uporabili v novem.
Umbilicus verjamejo, da je ločena zgradba iz Milliarium Aureum, znan v prevodu kot 'Zlati mejnik', spomenik, verjetno iz marmorja ali pozlačene bronaste barve, ki ga je postavil cesar Avgust (približno 20. st. pr. n. št.) v bližini Saturnovega templja v osrednjem Forumu antičnega Rima. Za vse ceste je veljalo, da se začnejo pri tem spomeniku, vse razdalje v rimskem cesarstvu pa so merjene glede nanj in je torej služil za namen navajanja razdalje.
- Vhod v opečno strulturo